# 솔루나 사마이
솔루나 사마이(Soluna Samay, 1990년 8월 27일 ~ )는 과테말라 출신 덴마크의 가수이다. 유로비전 송 콘테스트 2012에서 덴마크 대표로 참가했다.